# Divizia A 1991-1992
La Divizia A 1991-1992 è stata la 74ª edizione della massima serie del campionato di calcio rumeno, disputato tra il 25 agosto 1991 e il 21 giugno 1992 e concluso con la vittoria finale della Dinamo București, al suo quattordicesimo titolo.
Capocannoniere del torneo fu Gábor Gerstenmájer (Dinamo București), con 21 reti.

## Formula
Come nella stagione precedente le squadre partecipanti furono 18 e disputarono un turno di andata e ritorno per un totale di trentaquattro partite.
Le ultime tre classificate retrocedettero in Divizia B.
Le qualificate alle coppe europee furono cinque: la vincente alla UEFA Champions League 1992-1993, terza, quarta e quinta alla Coppa UEFA 1992-1993 (anche in seguito all'embargo ONU alla Jugoslavia) e la vincente della coppa di Romania alla coppa delle Coppe 1992-1993.

## Classifica finale
|    | Classifica            | G  | V  | N  | P  | GF | GS | Dif | Pt |
| -- | --------------------- | -- | -- | -- | -- | -- | -- | --- | -- |
| 1  | Dinamo București      | 34 | 21 | 13 | 0  | 76 | 23 | +53 | 55 |
| 2  | Steaua București      | 34 | 20 | 8  | 6  | 68 | 31 | +37 | 48 |
| 3  | Electroputere Craiova | 34 | 16 | 7  | 11 | 43 | 28 | +15 | 39 |
| 4  | Universitatea Craiova | 34 | 14 | 11 | 9  | 38 | 28 | +10 | 39 |
| 5  | Politehnica Timișoara | 34 | 15 | 9  | 10 | 36 | 34 | +2  | 39 |
| 6  | Dacia Unirea Brăila   | 34 | 14 | 7  | 13 | 39 | 37 | +2  | 35 |
| 7  | Rapid București       | 34 | 13 | 9  | 12 | 34 | 37 | -3  | 35 |
| 8  | Oțelul Galați         | 34 | 15 | 5  | 14 | 38 | 46 | -8  | 35 |
| 9  | FC Brașov             | 34 | 13 | 8  | 13 | 53 | 49 | +4  | 34 |
| 10 | FC Ploiești           | 34 | 14 | 6  | 14 | 37 | 49 | -12 | 34 |
| 11 | Gloria Bistrița       | 34 | 13 | 7  | 14 | 46 | 40 | +6  | 33 |
| 12 | Inter Sibiu           | 34 | 13 | 7  | 14 | 42 | 43 | -1  | 33 |
| 13 | Farul Constanța       | 34 | 14 | 4  | 16 | 40 | 43 | -3  | 32 |
| 14 | FC Bacău              | 34 | 11 | 7  | 16 | 32 | 54 | -22 | 29 |
| 15 | Sportul Studențesc    | 34 | 10 | 8  | 16 | 37 | 47 | -10 | 28 |
| 16 | FC Argeș Pitești      | 34 | 8  | 8  | 18 | 38 | 52 | -14 | 24 |
| 17 | ASA Târgu-Mureș       | 34 | 8  | 5  | 21 | 31 | 55 | -24 | 21 |
| 18 | Corvinul Hunedoara    | 34 | 6  | 7  | 21 | 35 | 67 | -32 | 19 |

### Verdetti
- Dinamo București Campione di Romania 1991-92.
- FC Argeș Pitești, ASA Târgu-Mureș e Corvinul Hunedoara retrocesse in Divizia B.

### Qualificazioni alle Coppe europee
- UEFA Champions League 1992-1993: Dinamo București qualificato.
- Coppa UEFA 1992-1993: Electroputere Craiova, Universitatea Craiova e Politehnica Timișoara qualificate.